# Pseudina vellerea
Pseudina vellerea är en fjärilsart som beskrevs av Achille Guenée 1852. Pseudina vellerea ingår i släktet Pseudina och familjen nattflyn. Inga underarter finns listade i Catalogue of Life.